# شرکت داروسازی روناک
شرکت داروسازی روناک (به انگلیسی: Ronakpharm) به عنوان يک مجموعه اقتصادی دانش‌محور با رویکرد تمرکز بر فرآورده‌هاي دارویی تزریقی در سال 1382 تأسیس شد و بر اساس تحلیل و آینده نگری صنعت دارویی ایران شکل گرفت.
روناک، شرکتی یکپارچه با بیش از 20 محصول دارویی و افزون بر 400 فرصت شغلی مستقیم در بخش‌های مختلف است. این شرکت داروسازی به پشتوانه سرمایه‌های انسانی شایسته و تولید محصولاتی با کیفیت بالا، به عنوان یکی از مطرح‌ترین تولیدکنندگان دارو در ایران شناخته می‌شود.
روناک با شعار “دست در دست هم برای زندگی”، توانسته پس از قریب به دو دهه فعالیت تحقیقاتی-تولیدی، همواره دارویی با کیفیت و قیمت مناسب را در دسترس جامعه سلامت قرار دهد.

## محصولات دارویی
- ستروناکس (سترورلیکس استات)
- دکارلین (تریپتورلین استات)
- منوترون (منوتروپین)
- گنارکس (گنادوتروپین جفتی)
- روپاکین تزریقی (والپروات سدیم)
- زولنا (زولدرونیک اسید)
- روفولین 200 (کلسیم فولینات (لکوورین))
- روفولین 100 (کلسیم فولینات (لکوورین))
- روفولین 30 (کلسیم فولینات (لکوورین))
- دسفوناک (دفروکسامین مزیلات)
- زیکلاست (زولدرونیک اسید)
- میلوکور (میلرینون لاکتات)
- رونیسکن (گادودیامید)
- سیپروکس (200 میلی گرم در 100 میلی لیتر) (سیپروفلوکساسین)
- سیپروکس (200 میلی گرم در 20 میلی لیتر) (سیپروفلوکساسین)
- روفند (وریکونازول)
- تگزانیک (ترانگزامیک اسید)
- پپتیکر (پنتوپرازول)
- توشن (اندانسترون)
- پروتامین سولفات
- روویرو (500 میلی گرم) (آسیکلوویر)
- روویرو (250 میلی گرم) (آسیکلوویر)
- رونولین آر (انسولین رگولار)
- رونولین ان (انسولین ایزوفان)
- رولکسان (4000IU) (انوکساپارین سدیم)
- رولکسان (6000IU) (انوکساپارین سدیم)
- مدرولین (متیل پردنیزولون سوکسینات)
- کلیسما (4.5 میلیون واحد) (کلیستیمتات سدیم)
- کلیسما (1 میلیون واحد) (کلیستیمتات سدیم)
- رمدسیویر روناک (رمدسیویر)
- پریلکس (آملودیپین و والسارتان)
- روبتا (بیزوپرولول فومارات)
- لازارو (لوزارتان پتاسیم)
- اپرونا (اپلرنون)
- ریواکوئین (ریواروکسابان)
- رومتالاک (رومتا) (متوپرولول تارتارات)
- روپاکین کرونو (والپروات سدیم)
- رونوپار (لوودوپا و بنسرازید هیدروکلراید)
- لامیکسون (لاموتریژین)
- لوکین (لوتیراستام)
- اس سیتالوپرام (نئوژینکس) (اس سیتالوپرام)
- تالاجید (دفرازیروکس)
- آگرینا (آناگرلاید)
- روفولین خوراکی (کلسیم فولینات یا لوکوورین)
- کولیمر (سولامر کربنات)
- یوریهنس (تامسولوسین هیدروکلراید)
- مایوکر (بتانکول کلراید)
- ولاتریکس (لووفلوکساسین)
- رونوفاژ (متفورمین هیدروکلراید)
- امپیکر (امپرازول)
- اس امپیکر (اس امپرازول)
- آمیودارون
- کوئیبان (آپیکسابان)
- دانوپا (داپاگلیفلوزین)
- ژنوپا (امپاگلیفلوزین)